# Revolución davidiana

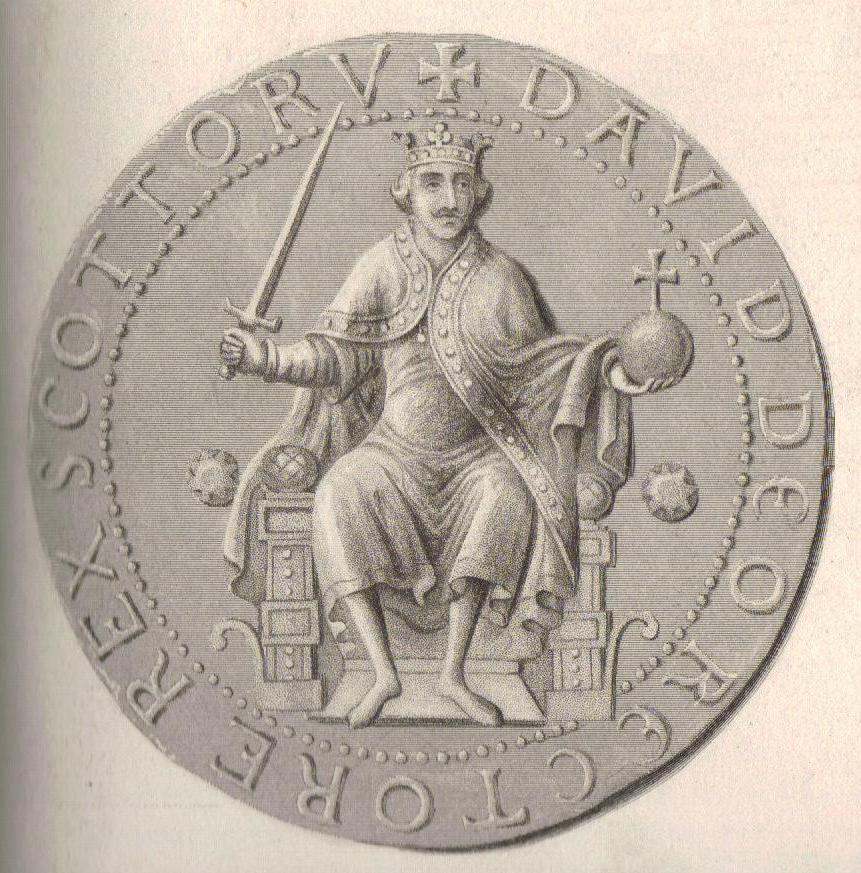
Grabado de acero y aumento de la cara opuesta de El Gran Sello de David I, representando al rey en la moda "europea" como un patrocinador mundano de la paz y defensor de la justicia.

La revolución davidiana es el término adjudicado por muchos académicos a los cambios que tuvieron lugar en el reino de Escocia durante el reinado de David I. Estos cambios implicaron la fundación de villas burghs, la implementación de los ideales de la reforma gregoriana, la fundación de monasterios, la creciente influencia normanda sobre el gobierno escocés, y la introducción del feudalismo a través de caballeros inmigrantes franceses y anglo-normandos. 

## Aspectos generales
El rey David I es aún conocido como uno de los más importantes gobernantes en la historia de Escocia, debido, sobre todo a lo que tanto Barrow como Lynch denominan «revolución davidiana». La «revolución» de David influiría en el desarrollo de la Escocia medieval tardía y darían luagar a la aparición de muchas de las instituciones no nativas del posterior reino medieval. Barrow resume las muchas y variadas metas de David I, cada una de las cuales estaban marcadas por su determinación «de rodear su residencia real fortificada y sus satélites mercantiles y eclesiásticos con un círculo de amigos cercanos y simpatizantes, vinculados a él y a sus herederos por obligación feudal y capaces de rendirle servicios militares de la más alta calidad, y de ocupar cargos administrativos al más alto nivel».

### Revolución europea: el contexto más amplio
Desde la aparición del trabajo de Robert Bartlett, The Making of Europe: Conquest, Colonization and Cultural Change, 950-1350 (1993), y la posterior The First European Revolution, c.970–1215 (2000) de Moore, se ha hecho cada vez más evidente que se puede conseguir un mejor entendimiento de la «revolución» de David situándola en el marco de una «revolución» europea de carácter más amplio. La idea central es que desde finales del siglo X, la cultura y las instituciones de los antiguos territorios carolingios del norte de Francia y oeste de Alemania se extendieron a las zonas vecinas, dando lugar a la creación de una «Europa» más reconocible. En este sentido, las primeras regiones constituyen el «núcleo» y, las zonas circundantes, la «periferia». Se considera que la conquista normanda de Inglaterra en los años posteriores a 1066 incluyó a Inglaterra en ese «núcleo». Sin embargo, al tratar de aplicar este modelo a Escocia, habría que tener en cuenta que, incluso durante el reinado del padre de David, Máel Coluim III, la Escocia «periférica» carecía —en relación con las regiones culturales del «núcleo» en el norte francés, oeste alemán e Inglaterra— de una religión católica respetable, un gobierno real centralizado, documentos mercantiles de algún tipo, monedas nativas, una simple ciudad comercial o una élite nobiliaria basada en la caballería y edificadora de castillos. Tras el reinado de David, todo esto pudo ser encontrado en la región.
Durante el reinado de David I se produjo una «europeización» de Escocia —la adopción de formas económicas, sociales y culturales homogéneas de una civilización medieval, apropiadamente adaptadas al gusto escocés—, que, junto a similares procesos en otros lugares, llevó a la creación de «Europa» como una entidad identificable por primera vez. Esto no quiere decir que el espíritu gaélico en el que se habían introducido estas innovaciones fuera, de alguna forma, destruido o borrado; esa no era la forma de aplicar este paradigma o "anteproyecto" de la Europa medieval, que era tan sólo una guía, interesada sobre todo en mejorar, y no (por lo general) en destruir.

### Revolución europea: el contexto gaélico
Sin embargo, la trayectoria de David como «reformador» tiene un contexto en el mundo de habla gaélico, especialmente al comprender el entusiasmo de David por la reforma gregoriana. Esta última había sido un movimiento revolucionario dentro de la iglesia occidental, en parte liderada por el papa Gregorio VII, que buscaba un rigor espiritual renovado, disciplina eclesiástica y obediencia doctrinal al papado y a sus teólogos. Los normandos que se establecieron en Inglaterra adoptaron esta ideología, y pronto comenzaron a atacar al entorno gaélico escocés e irlandés como espiritualmente retrógrados —una perspectiva que incluso determinó la hagiografía de la madre de David, Margarita, escrita por su confesor Thurgot ante la instigación de la corte real inglesa—. Aun así, hasta este período, los monjes gaélicos (a menudo conocidos como Céli Dé) de Irlanda y Escocia habían intentado su propia reforma ascética tanto en Gran Bretaña como en la Europa continental, donde fundaron numerosos monasterios. Desde finales del siglo XI, muchos príncipes gaélicos habían intentado aplicar la reforma gregoriana por su cuenta, como Muirchertach O'Brien, Turlough O'Connor, Edgardo de Escocia y Alejandro I de Escocia. Benjamin Hudson pone de manifiesto la unidad cultural de Escocia e Irlanda en este período, y pone como ejemplo la cooperación entre David I, el reformador escocés, y su homólogo irlandés San Malaquías, para demostrar, al menos, que parte de las acciones de David pueden interpretarse tanto a partir de un contexto gaélico como de uno anglo-normando. De hecho, el universo gaélico nunca había estado aislado de sus vecinos en Inglaterra o Europa continental. Durante siglos, los guerreros y sacerdotes gaélicos habían viajado con frecuencia a través de Inglaterra y el continente. El predecesor de David, Mac Bethad mac Findlaích (rey, 1040-57) había utilizado a mercenarios normandos incluso antes de la conquista de Inglaterra, y los exiliados ingleses, tras la conquista, huyeron tanto hacia las cortes de Máel Coluim III, rey de Escocia, como de a la de Turlough O'Brien, rey de Irlanda.

## Gobierno y feudalismo
La amplia infiltración de caballeros extranjeros y los cambios en el sistema de propiedad agraria (de un sistema costumario basado en la costumbre se pasa a uno legal o feudal basado en la ley), revolucionaron el gobierno de Escocia, como lo hizo la disposición de agentes reales en las nuevas fortalezas que estaban proliferando a lo largo del territorio para abastecer las comandancias y tribunales de reciente creación. Estas nuevas instituciones tenían un doble objeto: reforzar la ley y cobrar impuestos, tratando de que Escocia se asemejara más al modelo europeo.

### Feudalismo militar

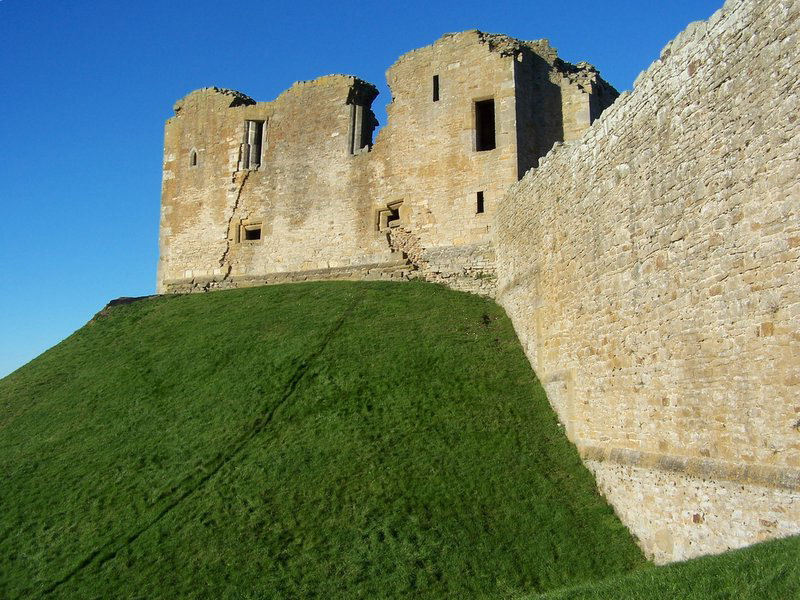
Duffus Castle, cuya construcción fue posiblemente iniciada por Freskin, uno de los inmigrantes militares a pequeña escala más exitosos de David.

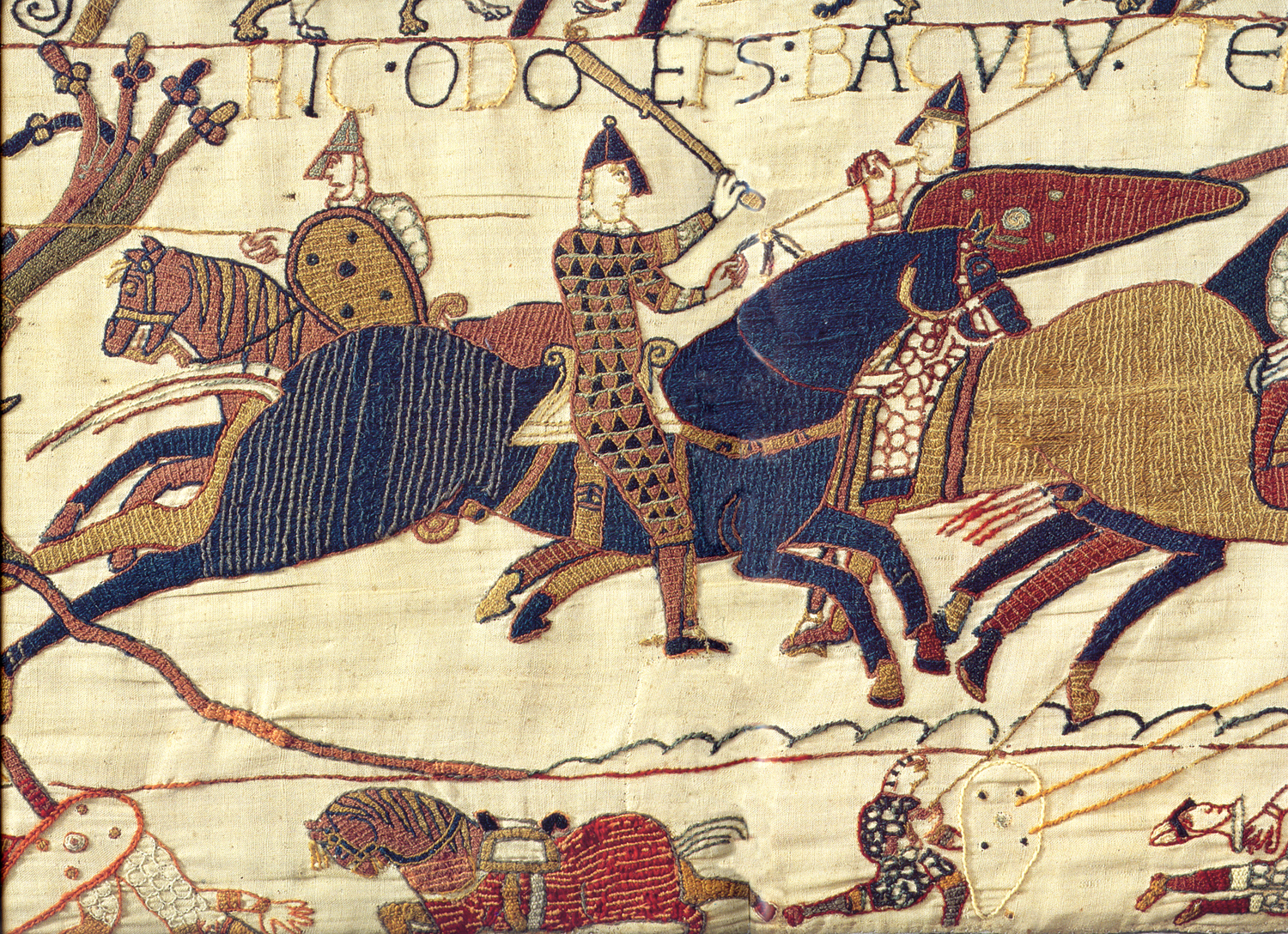
Un detalle del tapiz de Bayeux, ilustrando a los caballeros normandos en combate medio siglo antes del reinado de David.

En este período, Escocia experimentó innovaciones en las prácticas gubernamentales y vivió la importación de caballeros extranjeros, generalmente franceses. Los comienzos del feudalismo suelen asignarse al reinado de David. Geoffrey Barrow escribió que el reinado de David significó «una revolución en la ley dinástica escocesa», así como «innovaciones fundamentales en la organización militar» y «en la composición y en las características dominantes de su clase gobernante». Esto se traduce como «construcción de castillos, el uso regular de caballería profesional, y el tributo del caballero» así como «homenaje y fidelidad». David estableció grandes señoríos feudales en el oeste de su principado de Cumbria para los miembros importantes del séquito militar francés que lo mantuvo en el poder. Además, creó otros muchos señoríos feudales de menor tamaño, como el gobernado por Freskin. El nombre de este último aparece en un fuero otorgado por Guillermo, nieto de David, al hijo de Freskin, William, concediendo las tierras de Strathbrock en Lothian Oeste, Duffus, Kintrae, y otras tierras en Moray, «que su padre tuvo en tiempos del rey David». El nombre Freskin es flamenco, y en las palabras de Geoffrey Barrow «es virtualmente cierto que Freskin perteneció a un gran grupo de colonos flamencos que vinieron a Escocia a mediados del siglo XII y que podían encontrarse, sobre todo, en Lothian Oeste y en el valle de Clyde». Freskin fue el responsable de la construcción de un castillo en las lejanas tierras de Moray, y debido a que Freskin no tenía ningún lazo con los habitantes de la zona, su posición dependía por completo del rey, lo que colocaba el territorio bajo firme control real. La adquisición de tierras de Freskin no parece haber sido la única, y bien pudo ser parte de la política real tras la derrota del rey Óengus de Moray.

### Gobierno anglo-normando
Durante el reinado de David se produjeron numerosos avances para conseguir que el gobierno de Escocia se pareciera lo más posible al de la Inglaterra anglo-normanda. Las nuevas comandancias permitieron al rey controlar efectivamente las posesiones reales. En este período, los sheriffs o comandantes reales se habían establecido en el núcleo de los territorios personales del monarca; a saber, en orden cronológico, en Roxburgo, Scone, Berwick-upon-Tweed, Stirling y Perth. El sistema judicial también se organizó en este período. Se crearon dos administraciones de justricia, una para Escocia propiamente dicha y otra para el territorio de Lothian (al norte y sur del río Forth y al este de Galloway. Si bien esta institución tenía raíces anglo-normandas, las que estaban al norte de Forth presentaban cierta continuidad con un cargo más antiguo. Por ejemplo, Mormaer Causantín de Fife se representa como judex magnus (gran Brehon); el Justicia de Escocia era, por lo tanto, una institución gaélica modificada por el proceso normando, explicando el balance que hace Barrow en torno a la discusión entre lo «Nuevo y lo Viejo».

## David I y la economía

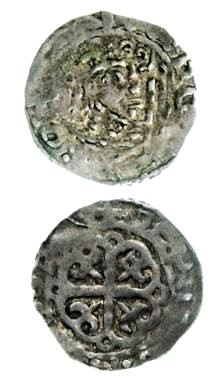
Penique de plata de David I.

### Minas de Alston
Una importante fuente de financiación para David I provenía de los ingresos de las minas de plata de Alston en Cumbria y de su condado inglés. La plata de Alston permitía a David acuñar moneda propia y perseguir su proyecto de conectar el poder real con la expansión económica. Los programas de edificación dependían en gran medida de los ingresos disponibles; el consumo de mercancías extranjeras y exóticas aumentó; los hombres más ambiciosos y capaces intentaban alcanzar un sitio en la corte y entrar al servicio del rey. La emisión de moneda actuaba sobre la cultura y valores de la gente que la usaba; ensalzaba la imagen del gobernante, mostrándolo en majestad y, sobre todo, hacía avanzar el comercio. Aunque ya había moneda en Escocia antes de David, eran objetos extranjeros, totalmente desconocidos por la mayor parte de la población. La acuñación nacional de moneda señaló la introducción de conceptos «Europeizantes» en las zonas más «no europeas» de Escocia.

### Creación de pueblas

Pueblas (Burghs) establecidas en Escocia antes de la ascensión de Máel Coluim IV, nieto y sucesor de David; las primeras ciudades de Escocia.

David fue también un gran repoblador. Para ello, recurrió al dinero inglés que le proporcionaba su matrimonio con Matilde de Senlis y lo empleó en la creación de las primeras ciudades de Escocia, a partir de las cuales se pudieron establecer muchas otras. Como príncipe de Cumbria, David fundó las dos primeras villas de Escocia en Roxburgh y Berwick. Estos primeros asentamientos tenían límites definidos y garantizaban los derechos comerciales; eran lugares en que el rey podía recaudar y vender productos de los cain y conveth (pagos que permitían quedar exento de prestar hospitalidad al monarca) recibidos de sus súbditos. Estas pueblas fueron, en esencia, las primeras ciudades de Escocia.
Tras su coronación, David I fundaría numerosas villas más. Antes de 1135, ya había puesto los cimientos de cuatro nuevas pueblas, esta vez en territorios adquiridos como rey de los escoceses; se fundaron las ciudades de Stirling, Dumferline y Edimburgo, tres de las residencias favoritas de David. En torno a otras 15 villas fueron trazadas durante el reinado de David, aunque se desconoce su número exacto.

### Efectos de los burghs
Quizá nada en el reinado de David se puede comparar en importancia a esta urbanización del paisaje escocés. Ninguna institución tendría efectos tan duraderos en la conformación de la economía e idiosincrasia de Escocia como el burgh. Estas ciudades de nueva planta fueron o se convirtieron a la cultura y el idioma inglés; tal y cómo escribiría William de Newburgh durante el reinado de Guillermo I de Escocia en su descripción de la persecución de los angloparlantes, «se sabe que las ciudades y villas del reino escocés están habitadas por ingleses» y el fracaso, a largo plazo, de la asimilación de estas ciudades por los nativos, debilitaría la posición del lenguaje escocés y daría lugar al nacimiento del concepto de «tierras bajas escocesas» (Scottish lowlands).
La tesis de que el «auge de las ciudades» era indirectamente responsable del florecimiento de la Europa medieval ha sido aceptada, al menos de forma tangencial, desde la época de Henri Pirenne, a finales del siglo XIX El comercio generado por las ciudades mercantiles y los privilegios económicos que se les concedieron en todo el norte de Europa en los siglos XI y XII facilitarían la diversificacione de la sociedad y asegurarían un mayor crecimiento. Pero lo que tuvo mayor importancia para el futuro de Escocia fue la creación de siete comunidades con licencia real en antiguos centros reales, o incluso en nuevos. Aunque podría pensarse que estos núcleos serían usados por comerciantes extranjeros para sus actividades, lo cierto es que la apertura de puestos de comercio bajo la protección del rey, siempre han atraído al comercio, tanto nacional como internacional.

## Reforma religiosa
Sin embargo, la obra de David más reconocida por sus contemporáneos fue la reforma religiosa. Prácticamente todas las fuentes que han llegado hasta nosotros fueron redactadas por monjes o clérigos reformistas, que agradecían sus esfuerzos al rey. Los cambios introducidos por David, reales o supuestos, puden ser clasificados en dos partes: Patronazgo monástico y reestructuración eclesiástica

### El patronazgo monástico

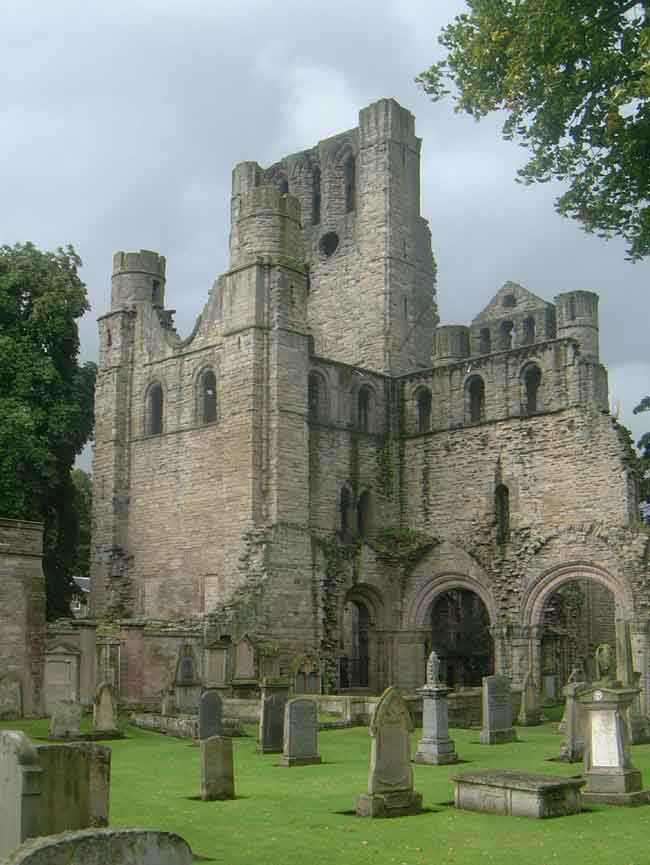
Ruinas modernas de la abadía de Kelso. Este monasterio estaba originalmente situado en Selkirk desde 1113, pero fue trasladado a Kelso en 1128 para así servir mejor a Roxburgh, capital sureña de David.

David fue ciertamente uno de los grandes patronos monásticos de la Escocia medieval. En 1113, una de sus primeras decisiones como príncipe de Cumbria, fue la fundación de Selkirk Abbey para los tironenses. Años más tarde, en torno a 1116, David visitó Tirón, probablemente para conseguir más monjes. En 1128 trasladó Selkirk Abbey a Kelso, en las cercanías de Roxburgh, su residencia habitual.
En 1144, David y el obispo John de Glasgow fundaron una casa hermana de Kelso, el Priorato de Lesmagahow. Además, David continuó ejerciendo como patrón de los agustinos, fundando la abadía de Holyrood con monjes provenientes del Priorato de Merton y la de Jedburgh con canónigos de Beauvais en 1138. Otras fundaciones agustinianas fueron el Priorato de la Catedral de St Andrews, establecido por David y Roberto de Scone, obispo de St Andrews en 1140, quien, por su parte, fundó un Priorato en Loch Leven (1150-1153). Otra abadía agustiniana, creada con frailes de Arrouaise (Francia) se estableció en 1147 en Cambuskenneth, cerca de Stirling, otro importante burgo real.
Sin embargo, ya el 23 de marzo de 1137 había comenzado a mostrar inclinación por la Orden del Císter, fundando la famosa Abadía de Melrose, con monjes procedentes de Rievaulx. Melrose se convertiría en el establecimiento monástico más importante en Escocia al sur del río Forth. Desde aquí, David estableció las abadías de Newbattle en Midlothian, Kinloss en Moray y Holmcultram en Cumbria. Al igual que Alejandro I, David patrocinó también a los benedictinos, introduciendo monjes en Coldingham (propiedad no monástica del Priorato de Durham) en 1139 y convirtiéndolo en priorato en 1149.
Las actividades de David encontraron paralelo en otros magnates escoceses. Por ejemplo, la abadía de Dryburgh fue creada en 1150 por monjes procedentes de Alnwick, bajo el patrocinio de Hugh de Morville, señor de Lauerdale. Aún más, seis años después de la fundación de Melrose, el rey Fergus de Galloway fundó otra abadía cisterciense a partir de Rievaulx, la abadía de Dundrennan que se convertiría en uno de los mayores propietarios de Galloway e Irlanda.

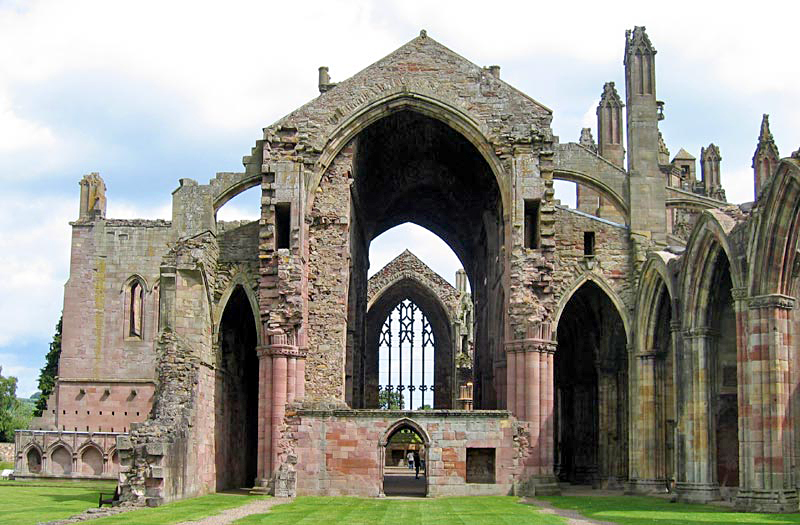
Ruinas modernas de la abadía de Melrose. Fundada en 1137, este monasterio Cisterciense es uno de los más importantes legados de David.

Estos monasterios no sólo constituían una expresión de la indudable piedad de David, sino que transformaron la sociedad escocesa. Se convirtieron en centros desde donde se irradiaba la cultura europea, al haber sido fundados por monjes ingleses o franceses. Fueron capaces de proporcionar funcionarios capaces de satisfacer las necesidades administrativas de la corona, especialmente los agustinos. Más aún, estos monasterios, y sobre todo los cistercienses introdujeron nuevas prácticas agrícolas. El espíritu cistercienses igualaba la salud espiritual con los logros económicos y la explotación de recursos. El trabajo de estos monjes transformó el sur de Escocia en una de las principales productoras de lana de oveja.

### El obispado de Glasgow
En cuanto fue nombrado príncipe de Cumbria, David nombró obispo de Glasgow a su capellán John, al que David conoció durante su participación en la conquista de Normandía junto a Enrique I después de 1106 El propio John estaba muy vinculado a la orden Tironense y, presumiblemente, comprometido con las nuevas ideas gregorianas acerca de la organización episcopal. Tras estudiar el asunto, David asignó a la sede de Glasgow todas las tierras de su principado, a excepción de la situadas al este que ya eran gobernadas por el obispo de St Andrews. Esta dotación permitió a Glasgow ser autosuficiente y convertirse, con el paso del tiempo, en la segunda sede episcopal del reino de Escocia. En la década de 1120 se iniciaron los trabajos de construcción de una catedral. David trataría también de garantizar la indepencida de Glasgow de otras sedes, lo que generaría fuertes tensiones con la Iglesia de Inglaterra, donde tanto el Caterbury como York planteaban pretensiones de dominio sobre Glasgow.

### Organización de la iglesia
Aunque durante años los historiadores han defendido la tesis de que la organización eclesiástica escocesa es obra de David, hoy en día los investigadores han suavizado este punto de vista. Si bien es cierto que David trasladó la sede de Morlach al este al nuevo burgh de Aberdeen y decidió la creación de la diócesis de Caithness, no hay pruebas de su intervención en la creación o modificación de otras sedes. El Obispado de Glasgow fue restaurado más que resucitado. En el caso de Whithorn, la recuperación de la sede fue obra de Thurstan, arzobispo de York, junto con el rey Fergus de Galloway y el clérigo Gille Aldan. Aparte de esto, Elredo de Rieval escribió en elogio de David que, cuando llegó al poder, «se encontró con tres o cuatro obispos en todo el reino escocés [norte del Forth] y al resto bamboleándose sin pastor hacia la pérdida de moral y propiedades; a su muerte, dejó nueve, tanto en sedes antiguas por él restauradas, como en nuevas erigidas por él». Lo que es muy probable que, además de prevenir las largas vacantes en los obispados que habían sido habituales hasta entonces, David fuera parcialmente responsable de forzar a sedes semi-monásticas, como Brechin, Dunkeld, Mortlach y Dublane a convertirse en sedes totalmente episcopales e integradas en el sistema diocesano.
Por otra parte, la imagen de David como creador del sistema parroquial tampoco se sostiene. Escocia contaba ya con un antiguo sistema de iglesias parroquiales que se remonta a la Alta Edad Media, y las actuaciones normanizantes de David únicamente introducen algunas modificaciones; hizo que el sistema escocés se pareciera más al de Francia o al de Inglaterra, pero no lo creó.